# Bruno Violet
Edouard Albert Bruno Violet (* 4. April 1871; † 10. Mai 1945 in Linthe, Brandenburg) war ein deutscher evangelischer Theologe.
In den Jahren 1900 und 1901 untersuchte er im Schatzhaus der Umayyaden-Moschee griechische Handschriften im Auftrag von Hermann von Soden. Von 1903 bis 1909 konnten einige nach Berlin ausgeliehen werden.
1917 wurde er Pfarrer an der Friedrichswerderschen Kirche in Berlin. Er hielt nach Ende des Ersten Weltkrieges an den Berliner Kirchen Friedrichwerder und St. Jakobi eine Predigt mit nahezu gleichem Inhalt zum Thema „Untergang und Neubau“. Seine „Worte des Trostes und der Hoffnung“ gipfelten in der Bitte um den Segen für den „nötigen Neubau“
Von 1927 bis 1936 war er Vorsitzender des Landesverbandes Berlin des Evangelischen Bundes.
Im September 1933 war er Mitbegründer des Pfarrernotbundes und der Bekennenden Kirche und war an deren Kirchlicher Hochschule in Berlin tätig. 1941 wurde er im Prozess gegen die Berlin-Brandenburgische Leitung der BK zu einer hohen Geldstrafe verurteilt. 1943 wurde er aus dem Pfarrdienst entlassen.
1945 starb er in Folge einer Magenblutung.
Karl May lernte ihn 1900 in Beirut kennen. Violet begleitete ihn und Klara May nach Damaskus.

## Schriften
- Über die palästinischen Märtyrer des Eusebius von Cäsarea, 1896
- Ein zweisprachiges Psalmfragment aus Damaskus, 1902
- Theologische Thesen welche mit Genehmigung der Hochwürdigen Theologischen Fakultät an der Friedrich-Wilhelms-Universität zu Berlin zur Erwerbung des Grades eines Lizentiaten der Theologie am 12. Februar 1903 12 Uhr in der Aula öffentlich verteidigen wird Bruno Violet aus Berlin, Doktor der Philosophie, Cand. Rev. Min. Verlag G. Schade, Berlin 1903, OCLC 249157270
- Die Esra-Apokalypse (IV. Esra).: Die Überlieferung, 1910
- Die Kirchenaustrittsbewegung, 1914 (Digitalisat)
- Von Pflicht und Art der Nächstenliebe in Kriegszeiten, 1915. In: Offenbarungen des Krieges, zwölf Predigten (= Ernst Rolffs (Hrsg.): Moderne Predigt-Bibliothek (MPB). 12. Reihe, 3. Heft). Göttingen 1915, S. 43–50, OCLC 47304099
- Von Untergang und Neubau. In: Aufbau. Worte des Trostes und der Hoffnung (= Friedrich Niebergall (Hrsg.): Göttinger Predigt-Bibliothek (GPB). 15. Reihe, 4. Heft). Vandenhoeck & Ruprecht, Göttingen 1920[3]
- Um die Jahrhundertwende in Damaskus: Eine Forschungs-Reise, 1936
- Die Entstehung des Alten Testamentes, 1941